# Berlin-Alt-Treptow
Alt-Treptow is een stadsdeel in het Berlijnse district Treptow-Köpenick. Het stadsdeel telt een grote 13.000 inwoners en werd in 1920 ingelijfd bij Groot-Berlijn.

## Ligging
Alt-Treptow grenst in het zuidwesten aan het huidige stadsdeel Neukölln, in het noordwesten aan Kreuzberg, in het noordoosten aan Friedrichshain en Stralau, en in het zuidoosten aan Plänterwald. De wijk is een oud knooppunt van straat-, water- en spoorwegen van de stad Berlijn.

## Geschiedenis

### Ontstaan tot zelfstandige gemeente
Het gebied van het huidige Alt-Treptow werd reeds in de 6e of de 7e eeuw door Slaven (Wenden) bewoond. De naam is oorspronkelijk afgeleid van een rivierstuk van de Rummelsburger See en werd in verschillende varianten (Trebow, Trebkow, Trebikow, Trepkow) geschreven. Markgraaf Otto III van Brandenburg schonk dit gebied langs de Spree met alle rechten aan Cölln. Het noordelijke deel, ook Vorderheide of Birkheide genoemde, omvatte ook het huidige Alt-Treptow, het zuidelijke deel, inclusief de in 1435 door de Johannieten verworven Spreeheide ook "Hinterheide" genoemd) liep tot aan het bos van Köpenick. Dit gebied ligt ongeveer op de plaats van het huidige stadsdeel Baumschulenweg. Bij de samenvoeging van Alt-Berlin, Cölln, Friedrichswerder, Dorotheenstadt en Friedrichstadt tot Königlichen Haupt- und Residenzstadt Berlin in 1709 kwam de tot dan als "stadsbos" genoemde Cöllnische Heide bij Berlijn.
In 1808 droeg het gebied de naam Gutsbezirk Treptow. Vanaf 1864 waren er stoomboottochten tussen de Jannowitzbrücke en Treptow voor dagjesmensen uit Berlijn. Er kwamen ook restaurants en herbergen waardoor Treptow een populaire bestemming werd. Veel woningbouw was er echter niet, omdat Treptow in het dal van de Spree lag en er nog veel moerassige gebieden waren. In het voor- en najaar waren er ook overstromingen. Wegen en spoorlijnen werden daarom op dijken aangelegd. Na de ontbossing van de Köllnische Heide veranderde dit en was de grond geschikter.  
Op 22 januari 1876 werd het Gutsbezirk een gemeente die tot de Landkreis Teltow behoorde. De huidige stadsdelen Baumschulenweg en Plänterwald behoorden ook tot de gemeente, die toen 567 inwoners telde. Ook werd dit jaar begonnen met de start van de aanleg van het Treptower Park. Er kwam ook een paardentram van de Spittelmarkt in Neu-Kölln, in het huidige Mitte naar Alt-Treptow.
In 1896 werd in Treptow een grote Handelstentoonstelling georganiseerd. Hiervoor werden talrijke infrastructurele veranderingen en verbeteringen aangebracht in de landelijke gemeenschap van Treptow. Veel wegen werden aangelegd en geasfalteerd en het openbaar vervoer werd uitgebreid.
In 1895 werd een enkelsporige tunnel onder de Spree aangelegd tussen Treptow en Stralau. De tunnel had een lengte van 454 meter, waarvan 200 meter onder de Spree doorliep; Het diepste punt van de buis lag twaalf meter onder de waterspiegel. Op 17 juli 1899 vond een eerste testrit plaats en op 18 december begon de reguliere exploitatie van de zogenaamde Knüppelbahn. In 1931 werd het treinverkeer gestaakt vanwege de in gevaar gebrachte verkeersveiligheid. Daarna mocht de tunnel nog steeds gebruikt worden door voetgangers en tijdens de Tweede Wereldoorlog diende het als schuilkelder. Op 26 februari 1945 werd de tunnel verwoest en overstroomde.
Van 1902 tot 1903 werd het Rixdorf Stichkanal uitgegraven, dat begon bij de huidige Lohmühlenbrug en liep naar de Ringbahn. Van 1912 tot 1913 werd het verlengd tot het Teltow-Kanal en wordt nu het Neukölln-Schiffahrtskanal genoemd.

### Deel van Berlijn
De landelijke gemeente Treptow had financiële problemen door de sterke groei, vooral door de infrastructurele maatregelen die nodig werden (water, riolering, elektriciteit, transport). Al in juli 1902 werd een verdrag met Berlijn getekend om zich bij die gemeente aan te gaan sluiten. In de daaropvolgende jaren werd de wens om Treptow in Berlijn op te nemen steeds groter. Na de Eerste Wereldoorlog werden de problemen van de gemeente steeds nijpender. In 1920 werd Treptow opgenomen in Groot-Berlijn en werd daar ook een district van. Het reikte zuidwaarts tot Bohnsdorf. De oorspronkelijke gemeente kreeg nu de naam Alt-Treptow. 
Aan het einde van de Tweede Wereldoorlog blies het Duitse leger de Wiener Brücke op om de intocht van het Rode Leger te vertragen. In Treptower Park werd op 8 mei 1949 het Sowjetische Ehrenmal ingehuldigd als herdenkingsmonument voor de gesneuvelden. 
Op 13 augustus 1961 werd de grens tussen Alt-Treptow en de West-Berlijnse districten Kreuzberg en Neukölln hermetisch afgesloten. De wachttorens waren zo ingericht dat de grensstrook vanaf daar overal te zien was. Als een van de weinige in de stad is de – nogal atypische – toren van de voormalige commandopost in de Schlesischer Busch bewaard gebleven. Op de plaats waar vroeger de Wiener Brücke lag was er een tijdelijke voetgangersbrug aangelegd, maar deze verloor zijn functie doordat deze nu grensoverschrijdend was.
Op  de Lohmühlenplatz werd in 1988 een stuk van de wijk afgestaan aan  het westelijke deel van de stad als onderdeel van een gebiedsruil tussen de DDR en West-Berlijn, waardoor West-Berlijners via de Lohmühlenbrücke betere toegang kregen tot het Neukölln-gebied rond de Harzer Straße. Na de val van de Muur bleven de Russische troepen nog tot 1994 in het Treptower Park. In 1997 werd het stadsdeel Plänterwald gevormd waardoor Treptow twee derde van zijn grondgebied af stond. In 2001 werd het district Treptow samengevoegd met Köpenick.

## Bezienswaardigheden
- Treptower Ehrenmal
- Molecule Man
- Wachttoren Schlesischer Busch
- Archenhold Observatorium
- Spreepark

## Verkeer
Het station Treptower Park is het enige station van de S-Bahn.

## Bron
- Dit artikel of een eerdere versie ervan is een (gedeeltelijke) vertaling van het artikel Berlin-Alt-Treptow op de Duitstalige Wikipedia, dat onder de licentie Creative Commons Naamsvermelding/Gelijk delen valt. Zie de bewerkingsgeschiedenis aldaar.

Adlershof |
Altglienicke |
Alt-Treptow |
Baumschulenweg |
Bohnsdorf |
Friedrichshagen |
Grünau |
Johannisthal |
Köpenick |
Müggelheim |
Niederschöneweide |
Oberschöneweide |
Plänterwald |
Rahnsdorf |
Schmöckwitz